# Аллен Стек
Аллен Стек (англ. Allen Stack, 23 січня 1928 — 12 вересня 1999) — американський плавець.
Олімпійський чемпіон 1948 року, учасник 1952 року.
Переможець Панамериканських ігор 1951 року.